# Famille de La Marthonie
Pour les articles homonymes, voir La Marthonie.
La famille de La Marthonie est une famille de la noblesse française, originaire de La Marthonie à Milhac-de-Nontron (Dordogne). Elle était possessionnée dans le Périgord avec le château de la Marthonie à Saint-Jean-de-Côle et le château de Puyguilhem à Villars, et en Charente avec le château de Bonnes. La fortune de la famille commence avec Pierre Mondot de La Marthonie, premier président du parlement de Bordeaux, puis premier président du Parlement de Paris en 1515.

Cette famille s'est éteinte au XIXe siècle.[réf. nécessaire]

## Origines
Le premier membre cité de cette famille est Raymond de La Marthonie, connu par un acte de 1256, dans la paroisse de Milhac, berceau de la famille, dont :
- Gérard de La Marthonie, fils de Raymond, fait une vente à Saint-Jean-de-Côle en 1273[2].

Jean de La Marthonie, marié avec Ayne Dolrde, passe un acte à Saint-Jean-de-Côle en 1313.[réf. nécessaire]
Pierre de La Marthonie est cité en 1330.[réf. nécessaire]
Hélias ou Hélie de La Marthonie, dit le Verrier, est cité dans une enquête faite à la demande du vicomte de Limoges, en 1445.[réf. nécessaire]

## Généalogie
- André de La Marthonie épouse en 1352 Jacquette de Maumont ;
  - Annet de La Marthonie, son fils, se marie avec Marie de Lavinieu en 1393 ;
    - Raymond de La Marthonie épouse Catherine de Fougerat en 1431, dont :
      - Étienne de La Marthonie, qui suit ;
      - Jean de La Marthonie, évêque de Dax[3].

- Étienne de La Marthonie, seigneur de La Marthonie et pour partie de Saint-Jean-de-Côle, un des principaux conseillers au parlement de Bordeaux[4] marié en 1465 à Isabeau Hélie de Pompadour, parente de l'évêque de Périgueux Geoffroi Hélie de Pompadour[3], dont :
  - Mondot de La Marthonie (1466-1517), marié en 1502 avec Jeanne Vernon[5], premier président du parlement de Bordeaux en 1499[6], fait construire le château de Puygulhem à partir de 1514, premier président du parlement de Paris en 1515 ;
    - Geoffroy de La Marthonie (1505-1571), chevalier de l'Ordre du Roi , seigneur de La Marthonie, Cardac, Puyguilhem, maître d'hôtel ordinaire du duc d'Orléans, marié en 1533 avec Marguerite de Mareuil (†1568), fille de Jean de Mareuil, baron de Montmoreau, de Villebois, seigneur de Vibrac, et Louis du Fou ;
      - Gaston de La Marthonie, seigneur de La Marthonie, de Bruzac, de Puybérard, de Farges, chevalier de l'ordre du roi, marié en 1573 avec Françoise de la Bastide ;
        - Jacques de La Marthonie, seigneur de La Marthonie, marié en 1607 avec Isabeau de Montagrier, commande le régiment du Maine, il est atteint de plusieurs balles au siège de Montauban, il meurt dans son château de La Marthonie ;
          - Gaston de La Marthonie, seigneur de La Marthonie et de Bruzac, marié, en 1637, à Jeanne Guiton de Maulevrier, dame de Gaignon
            - Jean-Gaston de La Marthonie, seigneur de Bruzac, marié en 1667 avec Marie Chapelle de Jumilhac
              - Un fils, mort à 7 ans
              - Marie de La Marthonie (vers 1680- ) mariée en 1693 à Guy de Beynac
                - Marie de Beynac (vers 1705-1770) mariée en 1724 avec César-Phœbus-François de Bonneval (1703-1765)[7], comte de Bonneval, seigneur de Blanchefort, colonel du régiment de Poitou en 1723, brigadier des armées du roi, neveu de Claude Alexandre de Bonneval, dernier représentant des Bonneval de Coussac-Bonneval. Marie de Beynac a légué par testament du 3 janvier 1768 les seigneuries de La Marthonie et de Bruzac à Pierre et Marie-Claude de Beynac, ses neveux. Par transaction et héritage, elles ont été attribuées à Marie-Claude de Beynac mariée à Christophe de Beaumont ;

            - Isabeau de La Marthonie, mariée en premières noces avec Claude de Chabans, seigneur de Hommes, mariée en secondes noces avant 1693 avec Georges d'Abzac de la Douze, seigneur de Condat[8] ;

          - Raymond de La Marthonie, fonde la branche de La Marthonie établie en Saintonge, seigneur de Gaignon, près de Saintes, marié en 1654 avec Jeanne de Guip 
            - Léon-Raymond de La Marthonie, seigneur de Gaignon et en partie de Bousillon, marié en 1688 en premières noces avec Françoise de Marias, en 1714 en secondes noces avec Suzanne de Galateau ;
              - Jean de La Marthonie, de son premier lit, marié à N. de Châteaubardon
              - François-Marguerite-Léon de La Marthonie, de son second lit, marié Marie-Anne de la Vierne ;
                - Marie-Élisabeth de La Marthonie (1747-1765) ;

              - Joseph-Léon de La Marthonie marié avec Louise-Marthe de Sertes ;
              - Étienne-Léon de La Marthonie marié à N. de Chabrignac ;
              - Julie de La Marthonie, née en 1715 ;
              - Suzanne-Marie de La Marthonie, née en 1716, reçus à Saint-Cyr en 1728[9] ;

          - Jean de La Marthonie, prieur commendataire du prieuré de Saint-Jean-de-Côle, entre 1632 et 1678 ;

        - Raymond de La Marthonie, évêque de Limoges ;

      - Henri de La Marthonie, évêque de Limoges en 1587, abbé de Saint-Just en Beauvoisis ;
      - Geoffroy de La Marthonie, conseiller au parlement de Bordeaux[10], archidiacre et chanoine de Bordeaux, évêque d'Amiens
      - Jacques de La Marthonie, fonde la branche de La Marthonie seigneurs de Puyguilhem, de Condat, de Villars, marié avec Françoise Haute-Claire ;
        - Charles de La Marthonie marié en 1601 à Claude de Beaupoil de Saint-Aulaire de la branche des seigneurs de Lanmary[11]
          - Henri de La Marthonie (†1650) marié à Jeanne Chapt de Rastignac, sœur de Jean-François I de Rastignac (†1656), marquis de Laxion ;
            - Marie de La Marthonie mariée à Aubin d'Abzac ;
            - Armand de La Marthonie (vers 1625-1689) marié en 1666 à Marie de Rocquard, il transmet par testament du 20 août 1689 le château de Puyguilem à son neveu Jacques François Chapt de Rastignac (vers 1655-1733), fils de Jean-François II Chapt de Rastignac, qui a épousé en premières noces sa veuve, en 1691, décédée en 1704, puis s'est remarié en 1709 avec Françoise Chapt de Rastignac (1693-1748), dame de Firbeix, qui ont eu Pierre Louis Chapt de Rastignac (1713-1766), comte de Puygulhem, marquis de Rastignac, baron de Luzeth, seigneur de Clermont, Borie, Combes, Bonet, Firbeix et autres lieux[12] ;
            - Marie Isabeau de La Marthonie (vers 1630- ) mariée en premières noces, en 1656, avec Claude Chabans de Joumard (†1679), seigneur de Houlmes, mariée en secondes noces avec Jean-François II Chapt de Rastignac (†1694), fils de Jean-François I de Rastignac (†1656), marquis de Laxion, et de Jeanne d'Hautefort, dame de Marqueyssac ;
              - Marie de Chabans mariée avec Joseph Arnault, seigeur de Borie ;
              - Marguerite de Chabans de Joumard (vers 1670- ) mariée en 1693 avec Claude François Chabans de Joumard, seigneur de Richemont ;

          - Armand de La Marthonie marié à Suzanne de Cugnac, ils achètent en 1647 le château de Caussade, fonde la branche de La Marthonie seigneurs de Caussade,
            - Charles de La Marthonie marié avec Pétronille de Ribeyreys
              - Jean-Louis de La Marthonie marié avec Aimée de David de Lastours, fille de Florent de David et de Renée du Boschaud, dame de Beauregard ;
                - Charles-Joseph de La Marthonie (†1760), chevalier de Saint-Louis, célibataire ;
                - Charles de La Marthonie, chevalier de Saint-Louis, célibataire ;
                - Jean-Louis de La Marthonie, évêque de Poitiers en 1748, évêque de Meaux en 1759, aumônier de Madame, fille de Louis XV ;
                - Aimée de La Marthonie, religieuse au couvent de Ligueux ;

  - Jean de La Marthonie, évêque de Dax en 1512, jusqu'en 1519[13] ;
  - Gaston de La Marthonie, conseiller au parlement de Bordeaux[14], puis succède à son frère comme évêque de Dax, en 1519 ;
  - Robert de La Marthonie, chevalier, seigneur de Bonnes, bailli-gouverneur de Touraine, sénéchal de la Touraine, de l'Anjou et du Maine (1527-1530)[15],[16], maître d'hôtel ordinaire du roi, lieutenant général de ses armées, mariée à Jeanne de Cablanzac qui lui a apporté la seigneurie de Bonnes. Ils ont fait reconstruire le château de Bonnes ;
    - Marie de La Marthonie mariée à Jean III de Grignols, baron de Grignols, de Cocumont et autres places en Bazadais

  - N... de La Marthonie, chanoine et archidiacre de Bordeaux, conseiller d'État au Conseil privé du roi.

## Armes
De gueules au lion d'or, armé et lampassé de sable.

## Galerie

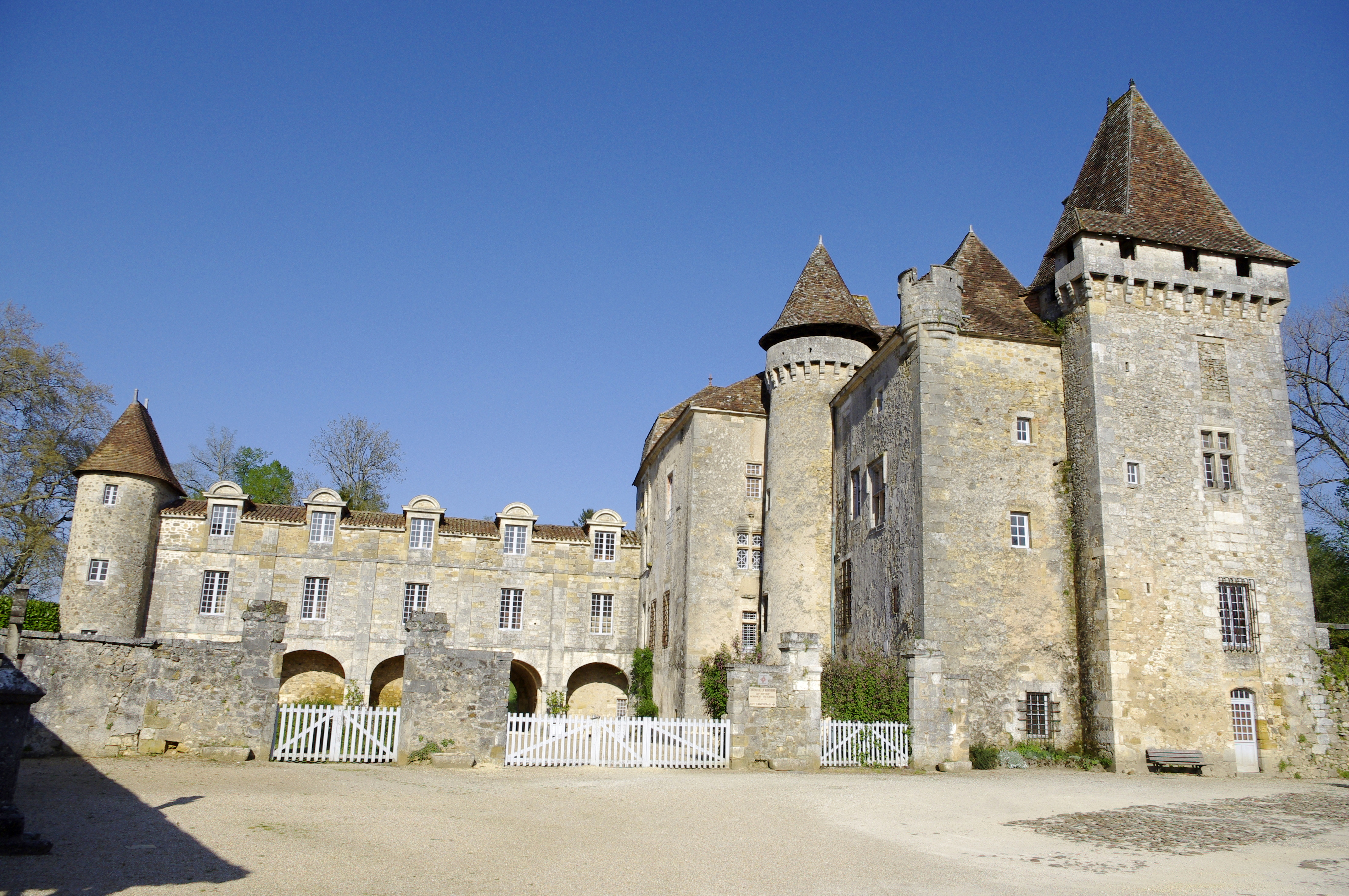
Château de la Marthonie, à Saint-Jean-de-Côle
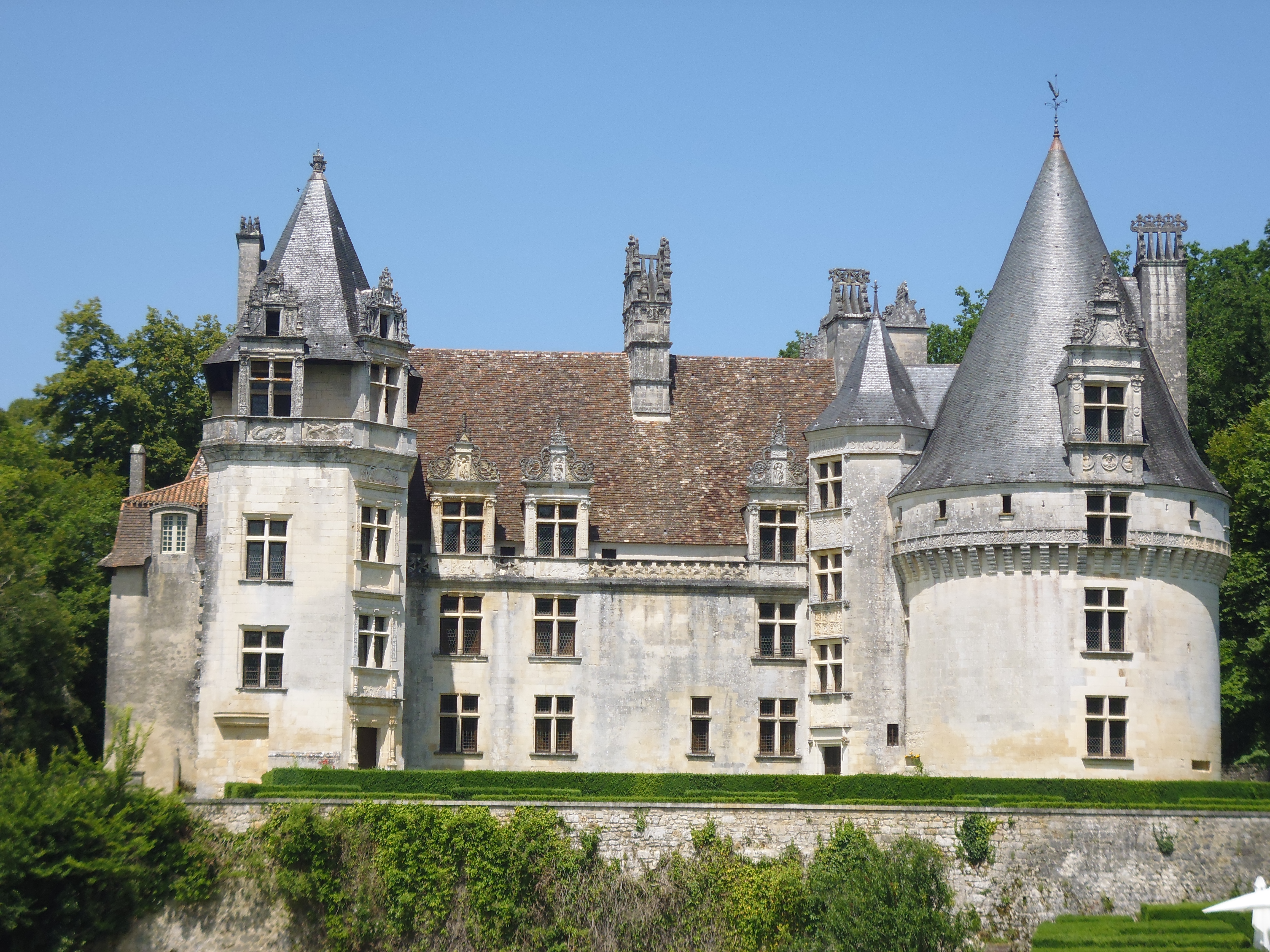
Château de Puyguilhem, à Villars
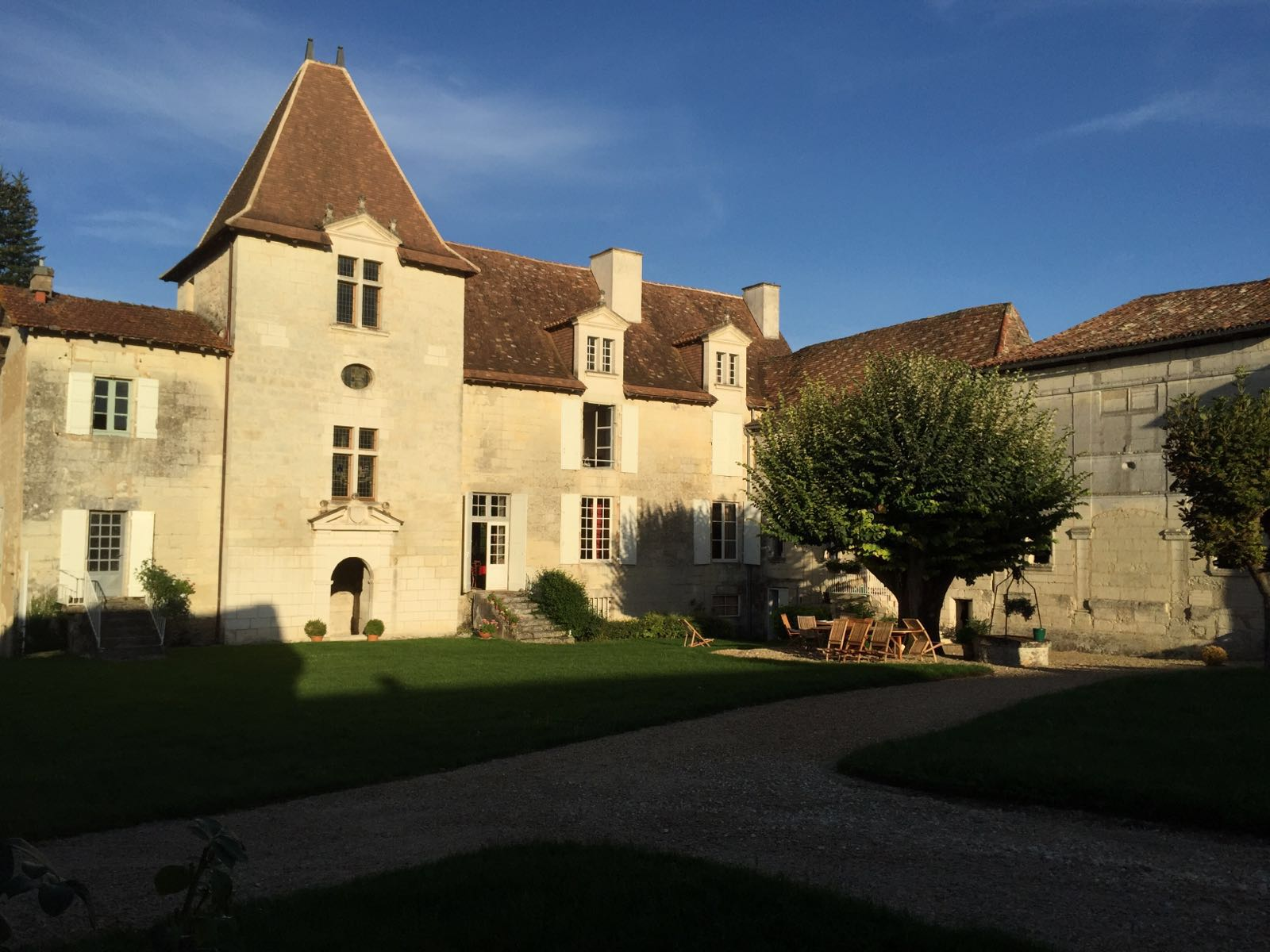
Château de Bonnes
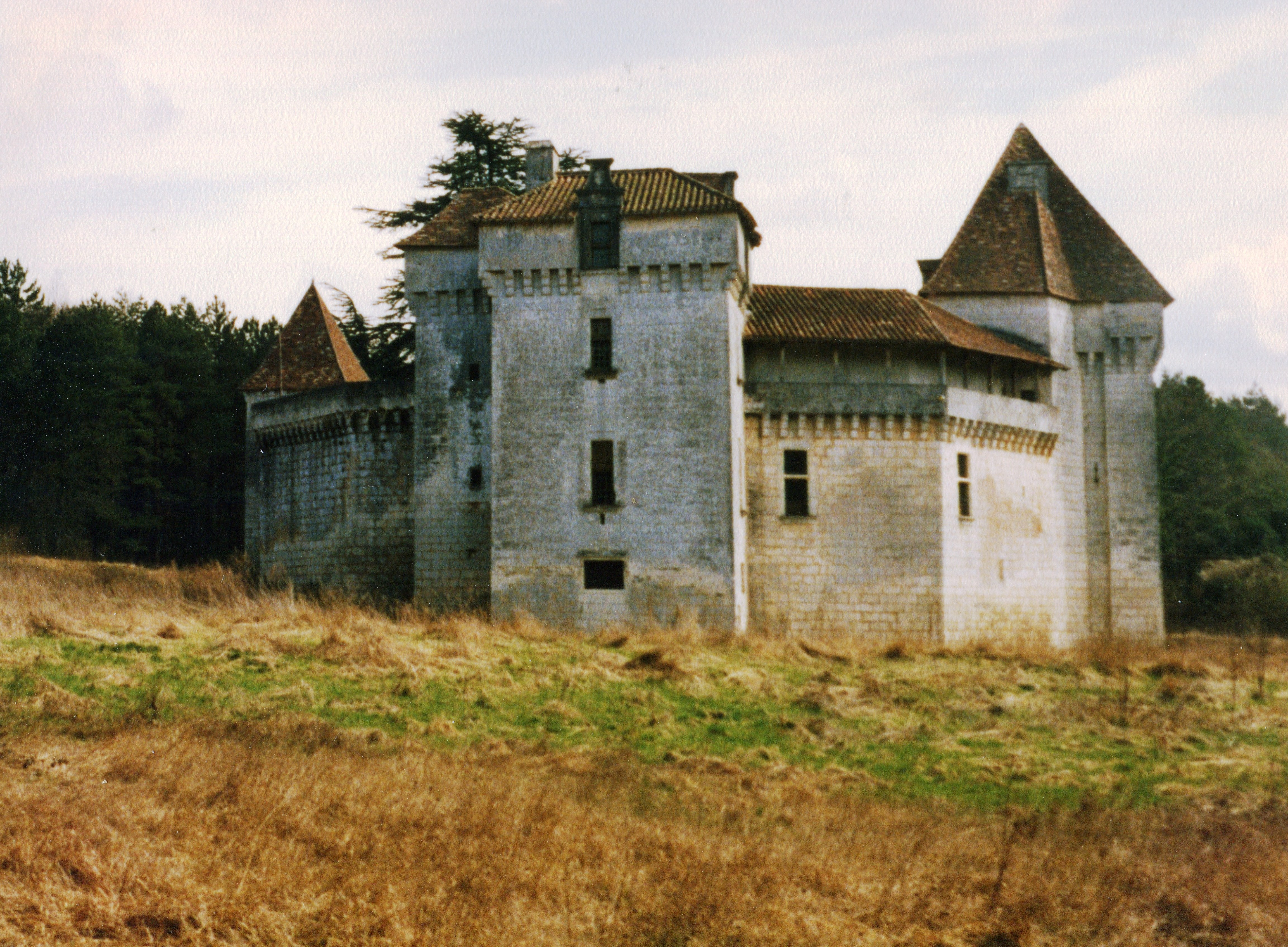
Château de Caussade